# Annaphila fletcheri
Annaphila fletcheri là một loài bướm đêm trong họ Noctuidae.